# Playa de Las Canteras

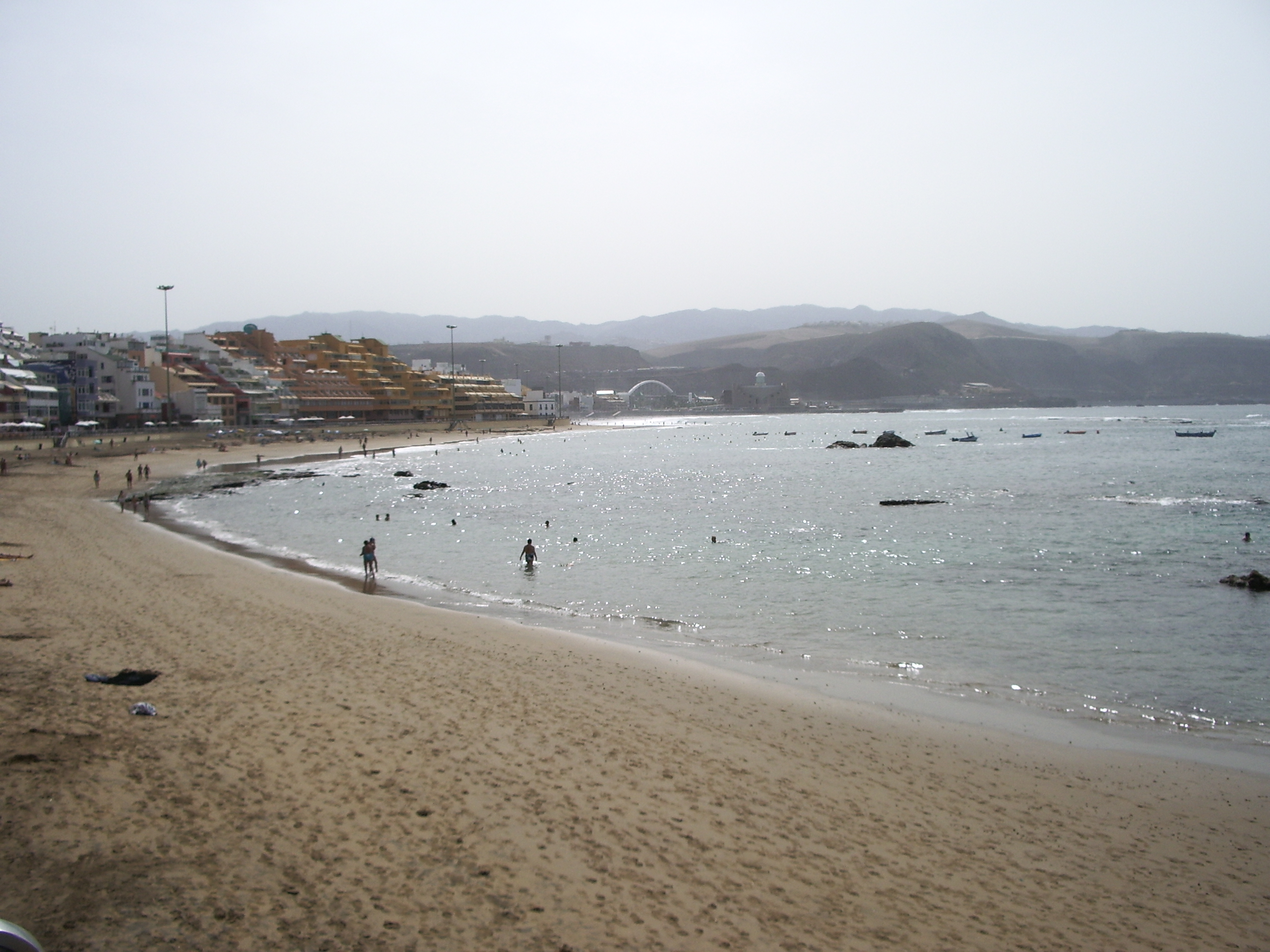
Playa de Las Canteras

Playa de Las Canteras è la principale spiaggia di Las Palmas de Gran Canaria. Per la sua lunghezza (più di 3 km) e la sua bellezza, è considerata una delle migliori spiagge urbane del mondo.
Essendo a pochi passi dal centro della città, questa spiaggia è principalmente frequentata degli abitanti della città e dei turisti che la visitano.
Le acque di Playa de Las Canteras sono generalmente calme, grazie al fatto che di fronte alla spiaggia si trova La Barra, un piccolo insediamento di rocce sedimentarie, in prevalenza di origine arenaria.